# ヨナ・オバースキー
ヨナ・オバースキー （Jona Oberski 1938年3月20日 - ）はオランダのユダヤ系物理学者、作家、ホロコースト生還者である。

## 人物
オランダ・アムステルダム出身。幼い頃に一家全員でホロコーストに遭い、強制収容所に入り、そこで子供時代を過す。終戦後は養父母の家で育った。その後本格的に原子物理学の世界に入った。後に収容所時代を綴った『チャイルドフッド』として自叙伝を発表し、大きな話題を呼んだ。1993年には映画化にもなり『鯨の中のジョナ』として映画化された。

## 著作
| スタブアイコン | サブスタブ | この項目は、まだ閲覧者の調べものの参照としては役立たない、人物に関連した書きかけの項目です。この項目を加筆・訂正などしてくださる協力者を求めています（P:人物伝/PJ:人物伝）。 |